# Paul Hagen
Paul Falck Hagen, född 19 mars 1920 i Köpenhamn, död 19 maj 2003 i Nakskov, var en dansk skådespelare. Hagen har bland annat medverkat i tv-serien Huset på Christianshavn och i flera filmer om Olsen-banden.
I sitt första äktenskap med skådespelaren Asta Esper Andersen, fick han sonen Esper Hagen, som också blev skådespelare.

## Filmografi i urval
- 1946 – Far betaler
- 1953 – Far till fyra
- 1954 – Jan går til filmen
- 1954 – En sømand går i land
- 1955 – Det var paa Rundetaarn
- 1957 – Tre piger fra Jylland
- 1958 – Världens rikaste flicka
- 1959 – Poeten og Lillemor
- 1961 – Amor på villovägar
- 1962 – Prinsessa för en dag
- 1962 – Soldaterkammerater på sjov
- 1963 – Lilla helgonet
- 1963 – Bussen
- 1963 – Tre piger i Paris
- 1963 – Hvis lille pige er du?
- 1964 – Majorens passopp
- 1964 – Värdshuset Vita Hästen
- 1967 – Onkel Joakims hemmelighed
- 1967 – SS Martha
- 1968 – Olsen-banden
- 1969 – Olsen-banden på spanden
- 1970–1977 – Huset på Christianshavn (TV-serie)
- 1971 – Ballade på Christianshavn
- 1975 – Olsen-banden på sporet
- 1977 – Olsen-banden deruda'
- 1981 – Olsen-banden over alle bjerge
- 1992 – Göingehövdingen (TV-serie)